# Whitesburg
Whitesburg és una població del Comtat de Letcher a l'estat de Kentucky (Estats Units d'Amèrica).

## Demografia
Segons el cens del 2000, Whitesburg tenia 1.600 habitants., 642 habitatges, i 412 famílies. La densitat de població era de 199,3 habitants/km².
Dels 642 habitatges en un 27,1% hi vivien nens de menys de 18 anys, en un 48,6% hi vivien parelles casades, en un 12,8% dones solteres, i en un 35,8% no eren unitats familiars. En el 34,3% dels habitatges hi vivien persones soles el 15,1% de les quals corresponia a persones de 65 anys o més que vivien soles. El nombre mitjà de persones vivint en cada habitatge era de 2,21 i el nombre mitjà de persones que vivien en cada família era de 2,82.
Per edats la població es repartia de la següent manera: un 18,6% tenia menys de 18 anys, un 7,8% entre 18 i 24, un 24,2% entre 25 i 44, un 25,4% de 45 a 60 i un 24,1% 65 anys o més.
L'edat mediana era de 45 anys. Per cada 100 dones de 18 o més anys hi havia 76,1 homes.
La renda mediana per habitatge era de 28.750 $ i la renda mediana per família de 35.714 $. Els homes tenien una renda mediana de 31.339 $ mentre que les dones 25.478 $. La renda per capita de la població era de 20.202 $. Entorn del 22% de les famílies i el 23,1% de la població estaven per davall del llindar de pobresa.

## Poblacions més properes
El següent diagrama mostra les poblacions més properes.